# Prunus campanulata
Prunus campanulata är en rosväxtart som beskrevs av Carl Maximowicz. Prunus campanulata ingår i släktet prunusar, och familjen rosväxter. Utöver nominatformen finns också underarten P. c. albiflora.

## Bildgalleri

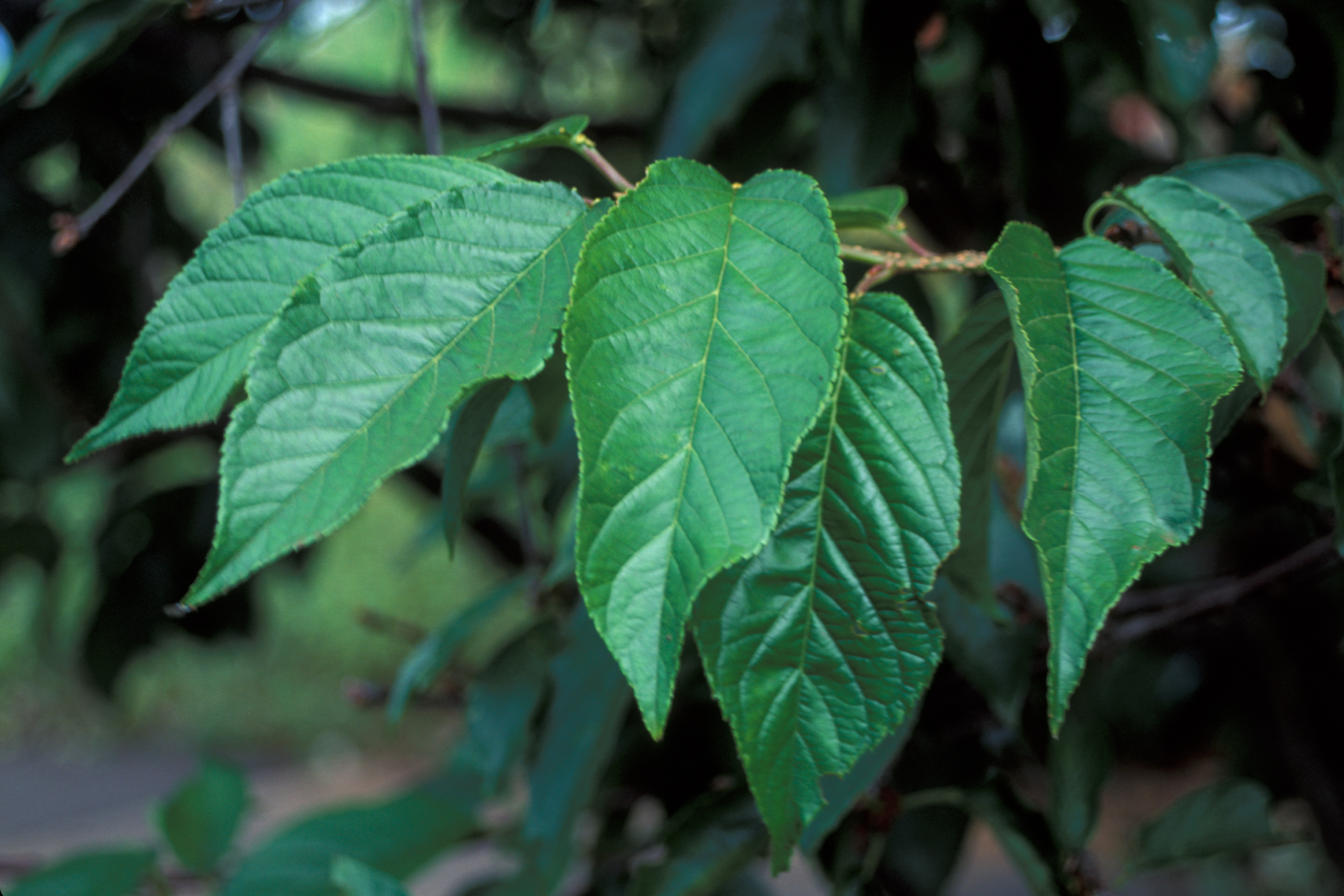
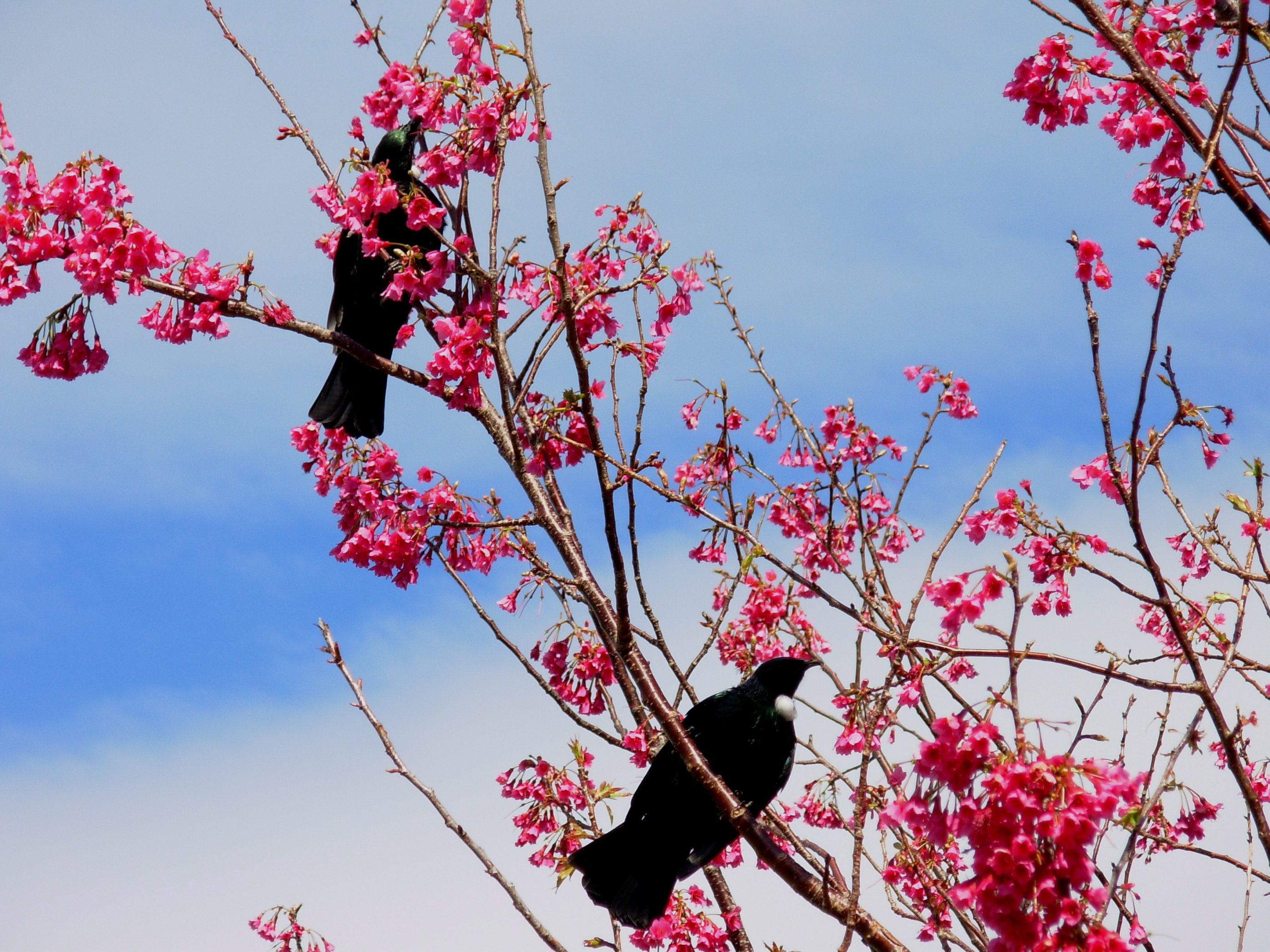
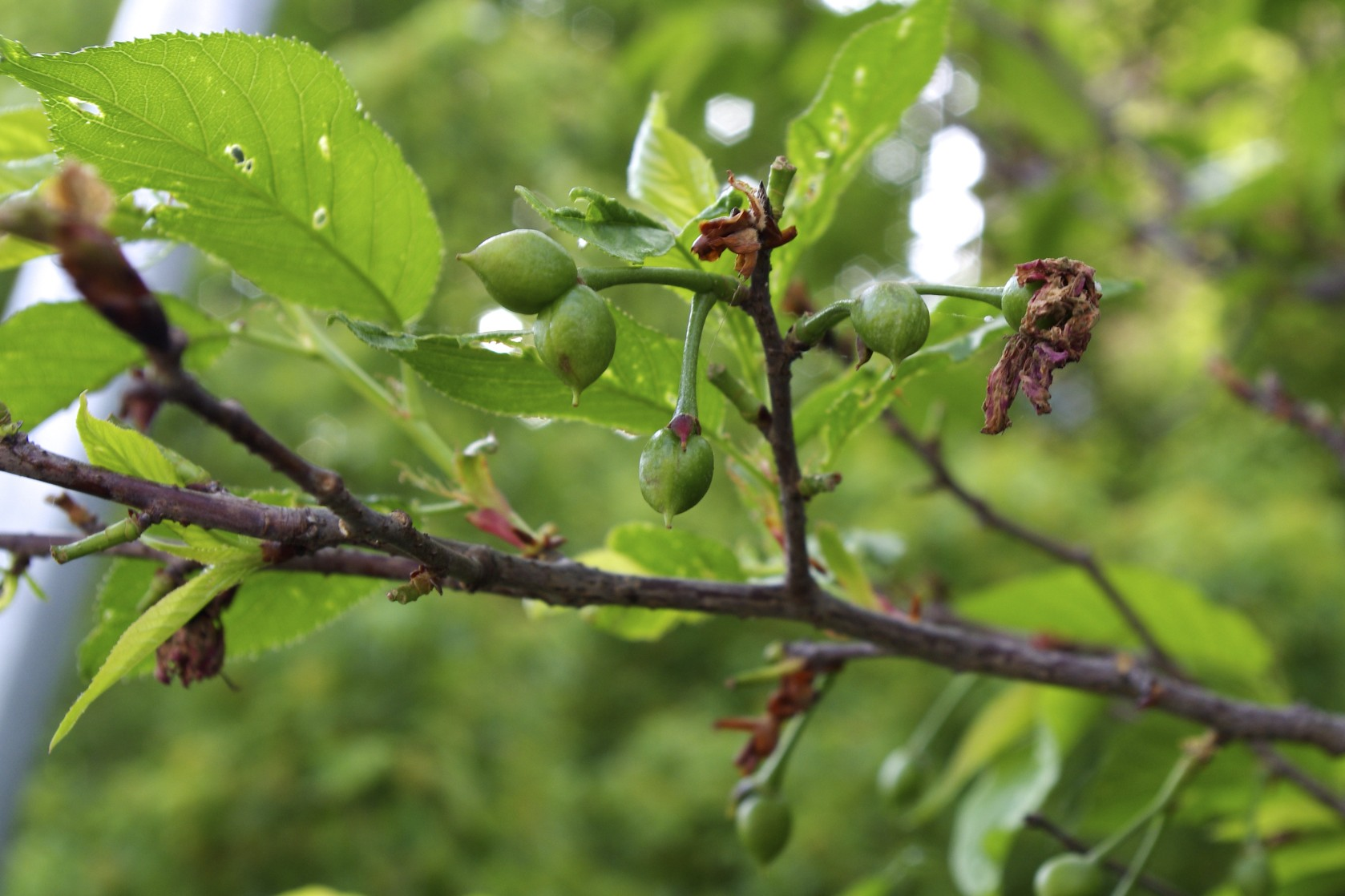
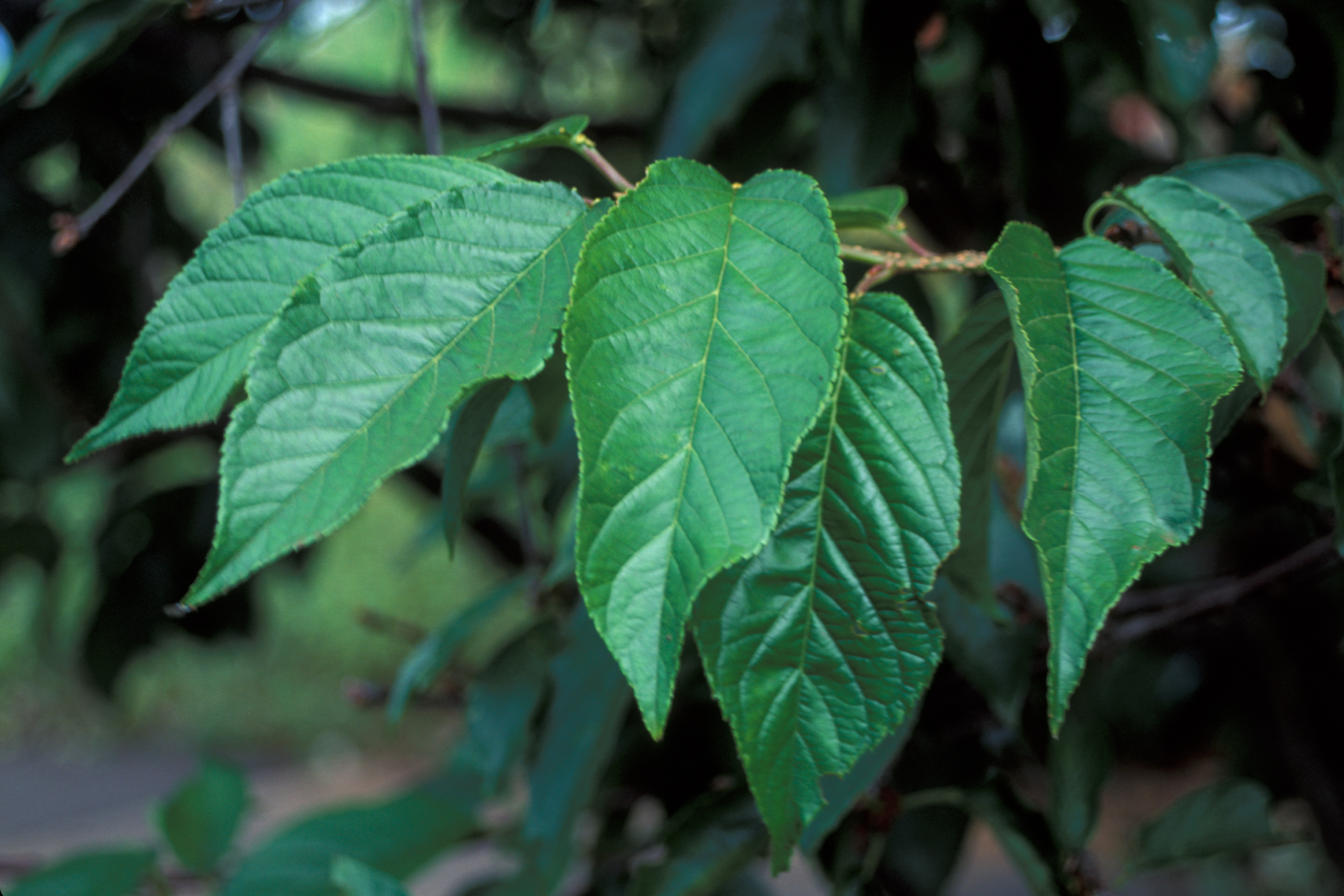
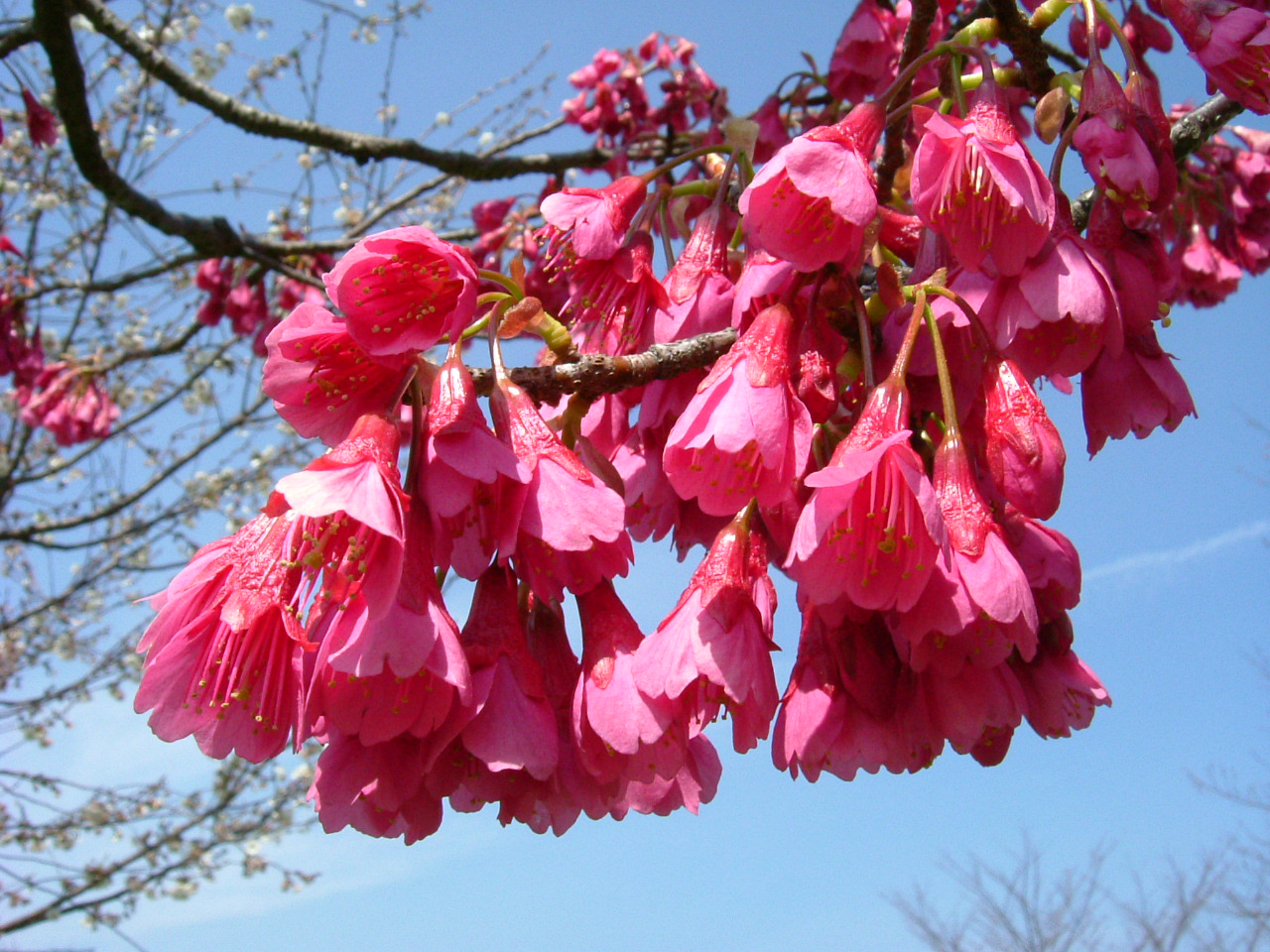
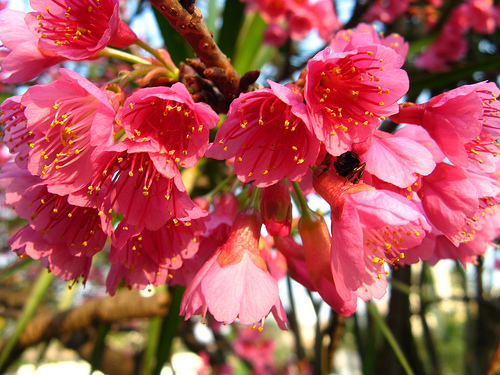